# سرخس‌های سپری
سرخس‌های سپری (نام علمی: Sticherus) نام یک سرده از تیره سرخس‌های دوشاخه است.